# Rumunia na Zimowych Igrzyskach Olimpijskich 2014
Rumunię na Zimowych Igrzyskach Olimpijskich 2014 reprezentowało dwudziestu czterech zawodników: 16 mężczyzn i 8 kobiet. Listę zawodników rumuńskich ogłoszono 24 stycznia 2014 roku.
Był to 20. start Rumunii na zimowych igrzyskach olimpijskich.

## Skład reprezentacji

### Biathlon
| Zawodnik        | Konkurencja                | Czas    | Strzelanie | Miejsce |
| --------------- | -------------------------- | ------- | ---------- | ------- |
| Mężczyźni       |                            |         |            |         |
| Cornel Puchianu | Sprint mężczyzn            | 25:50.7 | 0+0        | 30.     |
| Cornel Puchianu | Bieg indywidualny mężczyzn | 56:10.4 | 0+0+1+3    | 60.     |
| Cornel Puchianu | Bieg pościgowy mężczyzn    | 38:19.8 | 0+2+1+3    | 47.     |
| Cornel Puchianu | Bieg masowy mężczyzn       | -       | -          | -       |
| Kobiety         |                            |         |            |         |
| Éva Tófalvi     | Sprint kobiet              | 22:01.5 | 1+0        | =22.    |
| Éva Tófalvi     | Bieg indywidualny kobiet   | 47:30.8 | 0+0+1+0    | 21.     |
| Éva Tófalvi     | Bieg pościgowy kobiet      | 32:15.3 | 1+2+0+0    | 26.     |
| Éva Tófalvi     | Bieg masowy kobiet         | 37:50.9 | 1+0+0+1    | 21.     |

### Biegi narciarskie
| Zawodnik                                     | Konkurencja                | Kwalifikacje | Kwalifikacje | Ćwierćfinały | Ćwierćfinały | Półfinały | Półfinały | Finały    | Finały  |
| Zawodnik                                     | Konkurencja                | Czas         | Miejsce      | Czas         | Miejsce      | Czas      | Miejsce   | Czas      | Miejsce |
| -------------------------------------------- | -------------------------- | ------------ | ------------ | ------------ | ------------ | --------- | --------- | --------- | ------- |
| Mężczyźni                                    |                            |              |              |              |              |           |           |           |         |
| Paul Constantin Pepene                       | Bieg indywidualny mężczyzn | —            | —            | —            | —            | —         | —         | 43:39,4   | 62.     |
| Paul Constantin Pepene                       | Bieg łączony mężczyzn      | —            | —            | —            | —            | —         | —         | 1:13:36,2 | 47.     |
| Paul Constantin Pepene                       | Sprint mężczyzn            | 3:51,54      | 65.          | n/q          | n/q          | n/q       | n/q       | n/q       | n/q     |
| Florin Daniel Pripici                        | Sprint mężczyzn            | 3:52,68      | 68.          | n/q          | n/q          | n/q       | n/q       | n/q       | n/q     |
| Paul Constantin Pepene Florin Daniel Pripici | Sprint drużynowy           | —            | —            | —            | —            | 26:06,80  | 9.        | n/q       | n/q     |
| Kobiety                                      |                            |              |              |              |              |           |           |           |         |
| Timea Sara                                   | Bieg indywidualny kobiet   | —            | —            | —            | —            | —         | —         | 34:48,2   | 62.     |
| Timea Sara                                   | Bieg łączony kobiet        | —            | —            | —            | —            | —         | —         | 46:43,0   | 60.     |
| Timea Sara                                   | Sprint kobiet              | 2:48,16      | 49.          | n/g          | n/g          | n/g       | n/g       | n/g       | n/g     |

### Bobsleje
| Zawodnik                                                         | Konkurencja      | 1. przejazd | 1. przejazd | 2. przejazd | 2. przejazd | 3. przejazd | 3. przejazd | 4. przejazd | 4. przejazd | Suma    | Suma    |
| Zawodnik                                                         | Konkurencja      | Czas        | Miejsce     | Czas        | Miejsce     | Czas        | Miejsce     | Czas        | Miejsce     | Czas    | Miejsce |
| ---------------------------------------------------------------- | ---------------- | ----------- | ----------- | ----------- | ----------- | ----------- | ----------- | ----------- | ----------- | ------- | ------- |
| Mężczyźni                                                        |                  |             |             |             |             |             |             |             |             |         |         |
| Florin Cezar Crăciun Nicolae Istrate                             | Dwójki mężczyzn  | 57,39       | 17.         | 57,19       | 17.         | 57,24       | 17.         | 57,16       | 18.         | 3:48,98 | 17.     |
| Dănuț Moldovan Paul Muntean Andreas Neagu Bogdan Laurentiu Otava | Czwórki mężczyzn | 56,25       | 23.         | 56,16       | 22.         | 56,62       | 26.         | —           | —           | 2:49,03 | 23.     |
| Kobiety                                                          |                  |             |             |             |             |             |             |             |             |         |         |
| Maria Constantin Andreea Grecu                                   | Dwójki kobiet    | 59,04       | 17.         | 59,08       | 17.         | 59,38       | 17.         | 59,09       | 16.         | 3:56,59 | 17.     |

### Łyżwiarstwo figurowe
| Mężczyźni      |         |       |     |       |     |        |     |
| Zoltán Kelemen | Soliści | 60,41 | 24. | 98,35 | 23. | 158,76 | 23. |

### Narciarstwo alpejskie
| Mężczyźni                |                          |                     |                     |                     |                     |                     |                     |
| Ioan Valeriu Achiriloaie | Zjazd mężczyzn           | 2:17,46             | 46.                 | —                   | —                   | 2:17,46             | 46.                 |
| Ioan Valeriu Achiriloaie | Superkombinacja mężczyzn | Nie ukończył zjazdu | Nie ukończył zjazdu | Nie ukończył zjazdu | Nie ukończył zjazdu | Nie ukończył zjazdu | Nie ukończył zjazdu |
| Alexandru Barbu          | Slalom gigant mężczyzn   | 1:29,47             | 52.                 | 1:29,77             | 47.                 | 2:59,24             | 48.                 |
| Alexandru Barbu          | Slalom mężczyzn          | 52,82               | 44.                 | 59,84               | 21.                 | 1:52,66             | 21.                 |
| Kobiety                  |                          |                     |                     |                     |                     |                     |                     |
| Ania Monica Caill        | Zjazd kobiet             | DNF                 | DNF                 | —                   | —                   | DNF                 | DNF                 |
| Ania Monica Caill        | Supergigant kobiet       | 1:33,73             | 30.                 |                     |                     | 1:33,73             | 30.                 |
| Ania Monica Caill        | Superkombinacja kobiet   | 1:51,91             | 34.                 | 1:02,04             | 22.                 | 2:53,95             | 22.                 |
| Ania Monica Caill        | Slalom gigant kobiet     | 1:28,53             | 55.                 | 1:28,73             | 51.                 | 2:57,26             | 51.                 |

### Saneczkarstwo
| Zawodnik            | Konkurencja      | 1. przejazd | 1. przejazd | 2. przejazd | 2. przejazd | 3. przejazd | 3. przejazd | 4. przejazd | 4. przejazd | Suma     | Suma    |
| Zawodnik            | Konkurencja      | Czas        | Miejsce     | Czas        | Miejsce     | Czas        | Miejsce     | Czas        | Miejsce     | Czas     | Miejsce |
| ------------------- | ---------------- | ----------- | ----------- | ----------- | ----------- | ----------- | ----------- | ----------- | ----------- | -------- | ------- |
| Mężczyźni           |                  |             |             |             |             |             |             |             |             |          |         |
| Valentin Crețu      | Jedynki mężczyzn | 53.562      | 31.         | 53.279      | 28.         | 52.902      | 27.         | 53.142      | 29.         | 3:32.885 | 29.     |
| Kobiety             |                  |             |             |             |             |             |             |             |             |          |         |
| Raluca Strămăturaru | Jedynki kobiet   | 52.862      | 31.         | 51.821      | 31.         | 52.238      | 31.         | 52.083      | 30.         | 3:29.004 | 30.     |

### Skeleton
| Zawodnik              | Konkurencja    | Runda 1 | Runda 1 | Runda 2 | Runda 2 | Runda 3 | Runda 3 | Runda 4 | Runda 4 | Wynik   | Wynik   |
| Zawodnik              | Konkurencja    | Czas    | Miejsce | Czas    | Miejsce | Czas    | Miejsce | Czas    | Miejsce | Czas    | Miejsce |
| --------------------- | -------------- | ------- | ------- | ------- | ------- | ------- | ------- | ------- | ------- | ------- | ------- |
| Mężczyźni             |                |         |         |         |         |         |         |         |         |         |         |
| Dorin Dumitru Velicu  | Ślizg mężczyzn | 58.72   | 27.     | 58.44   | 25.     | 58.91   | 25.     | -       | -       | 2:56.07 | 25.     |
| Kobiety               |                |         |         |         |         |         |         |         |         |         |         |
| Maria Marinela Mazilu | Ślizg kobiet   | 59.99   | 19.     | 59.89   | 20.     | 59.63   | 20.     | 59.11   | 20.     | 3:58.62 | 20.     |

### Skoki narciarskie
| Zawodnik     | Konkurencja                | Kwalifikacje | Kwalifikacje | Kwalifikacje | Runda 1.  | Runda 1. | Runda 1. | Runda 2.  | Runda 2. | Runda 2. | Suma   | Suma    |
| Zawodnik     | Konkurencja                | Odległość    | Punkty       | Miejsce      | Odległość | Punkty   | Miejsce  | Odległość | Punkty   | Miejsce  | Punkty | Miejsce |
| ------------ | -------------------------- | ------------ | ------------ | ------------ | --------- | -------- | -------- | --------- | -------- | -------- | ------ | ------- |
| Mężczyźni    |                            |              |              |              |           |          |          |           |          |          |        |         |
| Iulian Pîtea | Skocznia normalna mężczyzn | 86.0         | 90.2         | 45.          | -         | -        | -        | -         | -        | -        | -      | -       |
| Iulian Pîtea | Skocznia duża mężczyzn     | 101,5        | 59,6         | 51.          | -         | -        | -        | -         | -        | -        | -      | -       |